# 港口圣母堂 (南特)
港口圣母堂（Notre-Dame de Bon-Port）是法国南特的一座罗马天主教教堂，兴建于1852年到1858年，它又名圣路易堂（église Saint-Louis）得名于资助建堂的南特市长。1975年列为法国历史古迹。
港口圣母堂位于 Sanitat广场，通过 Mazagran街连接拉佛斯滨河路，面向卢瓦尔河。希腊十字，其圆顶让人联想到巴黎荣军院，高60米。
这座教堂柱子上有三个符号： 
- 星：象征信仰；
- 锚：象征希望（希伯来书）；
- 戒指：象征爱。